# Lunochod 3

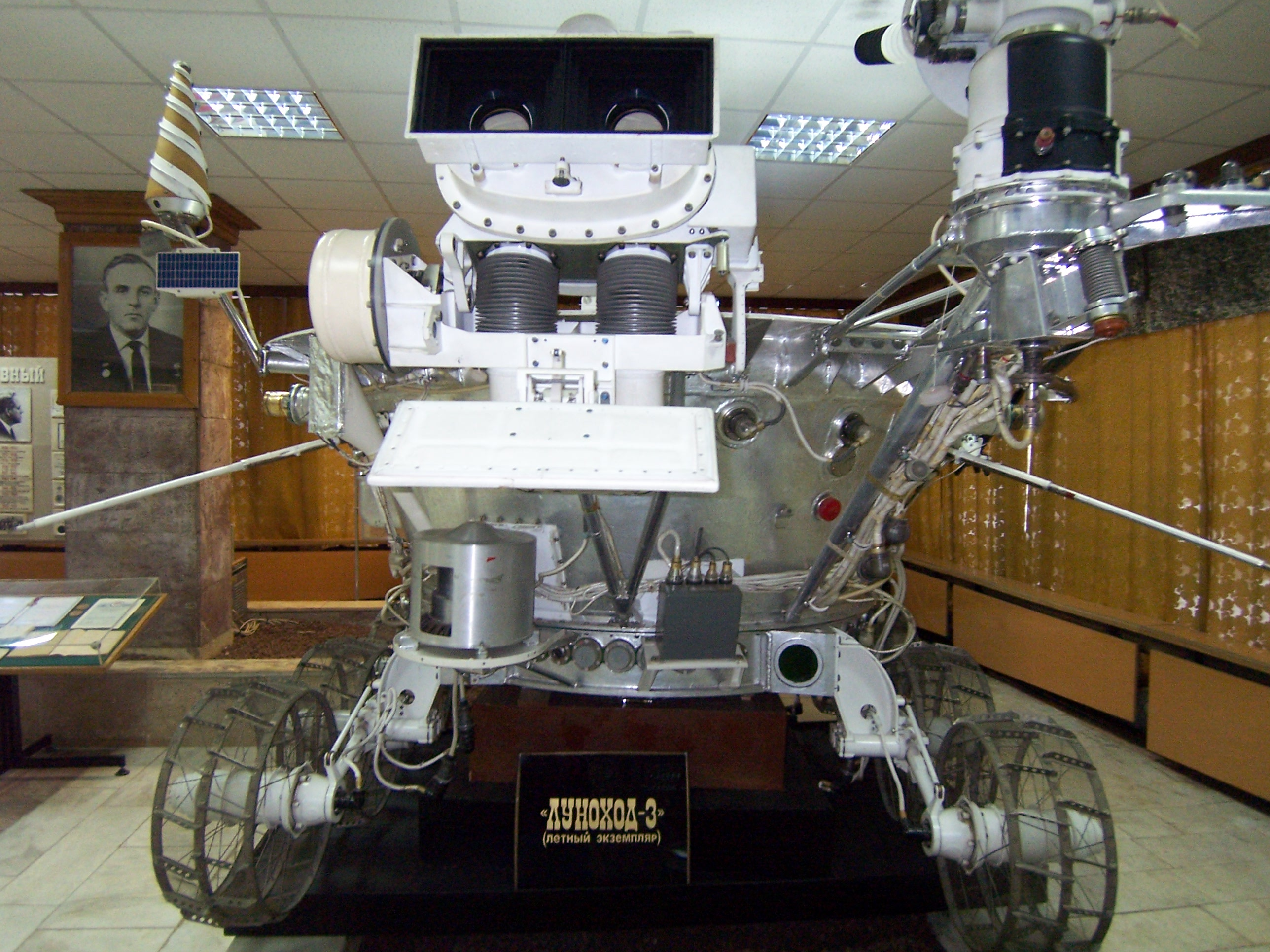
Lunochod 3

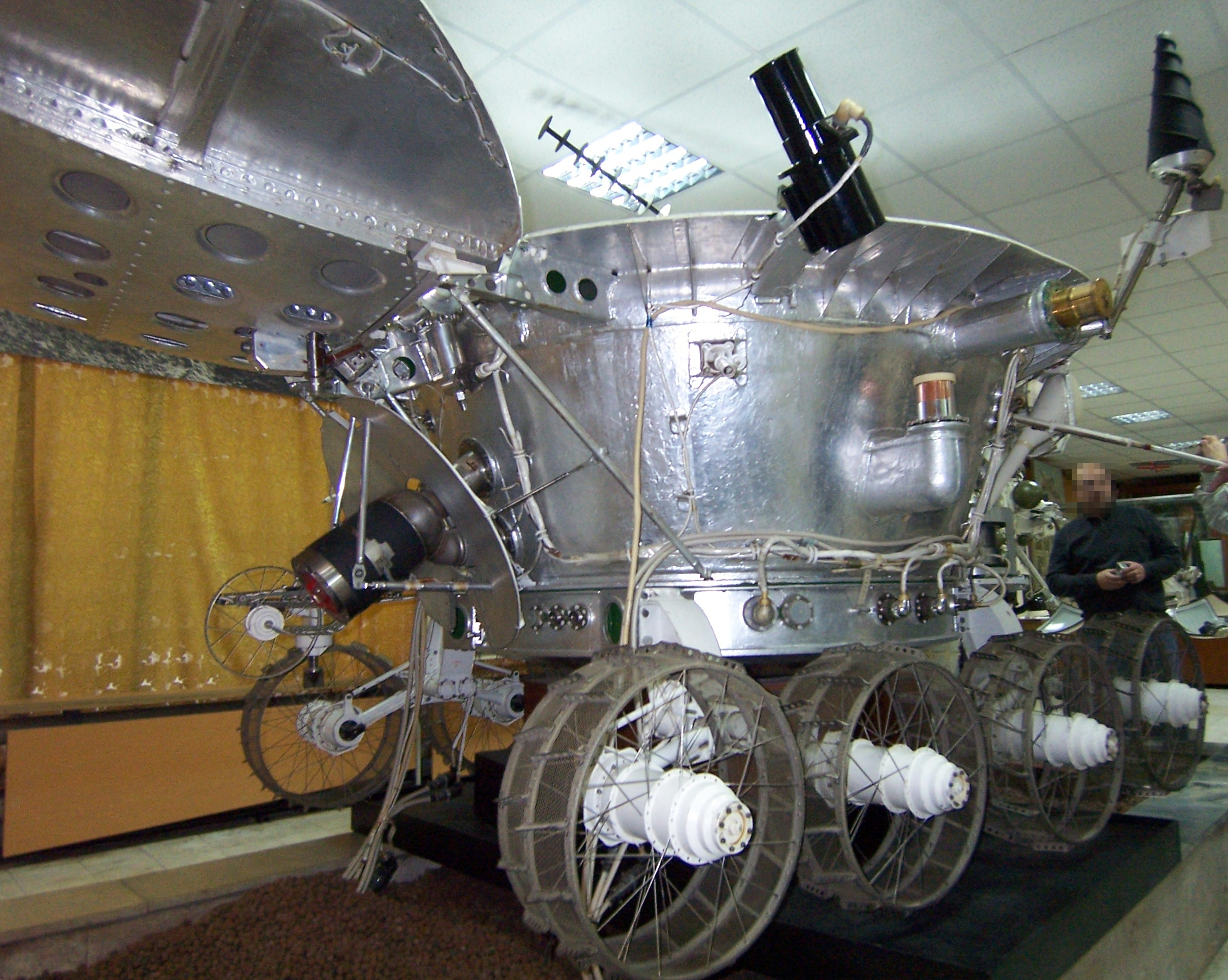
Seitenansicht von Lunochod 3

Lunochod 3 (russisch Луноход ‚Mondfahrzeug‘) war ein geplanter dritter sowjetischer Rover nach Lunochod 1 und Lunochod 2, der den Erdmond erforschen sollte. Es sollte zusammen mit einer Luna-Landeeinheit im Jahr 1977 starten. Wie die vorangegangenen Missionen sollte das Fahrzeug vermutlich von einem fünfköpfigen Team (Kommandant, Fahrer, Betriebsingenieur, Navigator, Funker) gesteuert werden. Der auffälligste Unterschied zu den vorherigen Mondfahrzeugen ist die Anordnung der vorderen Kameras. Die genauen Gründe, warum diese Mission nicht gestartet wurde, sind bis heute nicht bekannt. Vermutlich waren finanzielle Engpässe die Ursache. Die Trägerrakete, mit der Lunochod 3 gestartet werden sollte, wurde für Satellitenstarts dringender benötigt.
Der Rover ist heute beim Raumfahrtunternehmen NPO Lawotschkin in Chimki (Russland) ausgestellt.